# 科夫日斯科耶湖
科夫日斯科耶湖是俄羅斯的湖泊，位於沃洛格達州，屬於伏爾加河流域，面積65平方公里，流域面積438平方公里，湖水從科夫扎河流出，海拔高度162米。